# الکسیس آلارت
الکسیس آلارت (انگلیسی: Alexis Allart؛ زادهٔ ۷ اوت ۱۹۸۶) بازیکن فوتبال اهل فرانسه است.
از باشگاه‌هایی که در آن بازی کرده‌است می‌توان به باشگاه فوتبال سدان و باشگاه فوتبال موناکو اشاره کرد.
وی همچنین در تیم‌های ملی فوتبال بازی کرده‌است.